# Дерек Шовін
Дерек Майкл Шовін ([ˈʃoʊvən] SHOH-vən, Derek Chauvin, нар. 19 березня 1976) — колишній американський офіцер поліції, служив у департаменті поліції Міннеаполісу (MPD, штат Міннесота) з 2001 до 2020 року. Визнаний винним у вбивстві Джорджа Флойда, яке призвело до масових протестів у США.
25 травня 2020 р. під час арешту, проведеного разом з трьома офіцерами, Шовін близько 9 хвилин тримав коліно на шиї Флойда, поки той у наручниках лежав обличчям на вулиці та кричав «Я не можу дихати». Наступного дня Шовіна звільнили з департаменту поліції. Інцидент спричинив низку акцій протесту проти поліцейського свавілля. Влада Міннеаполісу ввела комендантську годину. 29 травня Шовіна заарештували та звинуватили в ненавмисному вбивстві другого ступеня та інших злочинах. Однак протести поширилися й на інші міста США, а пізніше — й на інші країни. 7 жовтня 2020 року Дерека звільнили під заставу в 1 млн. доларів
Суд у справі про вбивство почався 8 березня 2021 року і завершився 20 квітня. Присяжні визнали його винним за всіма трьома звинуваченнями: у ненавмисному вбивстві другого ступеня, умисному вбивстві третього та другого ступеня (англ. second-degree and third-degree murder, second-degree manslaughter). Після суду заставу скасували й Шовіна взяли під варту. 25 червня окружний суддя оголосив вирок — 22,5 років позбавлення волі.
2006 року Шовін закінчив Державний університет Метрополітен, отримавши ступінь бакалавра правоохоронних органів. До подій 25 травня 2020 року він брав участь у трьох перестрілках, одна з яких була смертельною. Двічі нагороджений медаллю за доблесть (2006 та 2008 року). Водночас на нього подали вісімнадцять скарг, дві з яких закінчились дисциплінарним покаранням (доганами). У липні 2020 року, після того як йому пред'явили звинувачення у вбивстві, Шовіна та його тодішню дружину окремо звинуватили в ухилянні від сплати податків.

## Ранні роки життя та освіта
Шовін народився 19 березня 1976 р. Його мати була домогосподаркою, а батько — бухгалтером. Коли йому було сім років, його батьки розлучилися і взяли спільне піклування над ним.
Шовін відвідував школу в Коттедж-Гроув, штат Міннесота, але не закінчив навчання і згодом отримав сертифікат GED. Закінчив технічний коледж округу Дакота і працював кухарем у Мак-Доналдсі та ресторані. Служив у резерві армії Сполучених Штатів з 1996 до 2004 року двічі працював у військовій поліції з 1996 до 2000 року. Він також відвідував Громадський коледж Інвер-Хіллз з 1995 до 1999 року, а згодом перейшов до Державного університету Метрополітен, де 2006 року здобув ступінь бакалавра з правозастосування

## Кар'єра
Шовін приєднався до MPD 2001 року. Брав участь у трьох перестрілках, одна з яких була смертельною. Першу медаль за доблесть він отримав 2006 року за те, що був одним із кількох офіцерів, які стріляли в озброєного рушницею підозрюваного. 2008 року його нагородили вдруге за інцидент із домашнім насильством, у якому він зламав двері і застрелив підозрюваного, що потягнувся за пістолетом.

### Скарги
У досьє Шовіна було також 18 скарг, дві з яких призвели до дисциплінарних покарань, включно з офіційними доганами. За словами колишнього власника латиноамериканського нічного клубу El Nuevo Rodeo, Шовін працював там охоронцем, як і Джордж Флойд, але він не був впевнений, чи знали вони один одного. Власник критикував Шовіна з моменту його арешту, описуючи Шовіна «надмірно агресивним».

## Справа про вбивство та засудження

### Убивство Джорджа Флойда
25 травня 2020 р. Шовін був одним із чотирьох офіцерів, що брали участь в арешті Джорджа Флойда за підозрою у використанні фальшивої купюри в 20 доларів. На кадрах охоронних камер не видно, як Флойд чинив опір арешту. У кримінальній скарзі зазначалося, що, відповідно до записів з нагрудних камер, Флойд, стоячи біля поліцейської машини, чинив опір і впав обличчям вниз. Поки на Флойда надягали наручники, він лежав обличчям вниз. Шовін поставив коліно на шию Флойда і тримав його так більше дев'яти хвилин. Після того як Шовін поставив коліно на шию Флойда, той неодноразово говорив, що не може дихати. Частину часу ще двоє офіцерів притискали коліном спину Флойда. Протягом останніх двох хвилин (із дев'яти) Флойд був нерухомим і не мав пульсу. Кілька присутніх зняли вбивство на відео.
Наступного дня Шовіна та інших причетних офіцерів звільнили. Попри те, що в Міннесоті за певних обставин дозволено притискання підозрюваних коліном до шиї, експерти правоохоронних органів розкритикували використання цієї техніки Шовіном як надмірне. 23 червня начальник поліції Міннеаполісу Медарія Аррадондо заявила, що Шовін пройшов навчання з небезпеки позиційного задушення, й охарактеризувала смерть Флойда як вбивство.

### Арешт та звинувачення
Шовіна заарештували 29 травня 2020 р. Прокурор округу Геннепін Майк Фріман звинуватив його у ненавмисному вбивстві третього та другого ступеня. Він став першим білим поліцейським Міннесоти, якого звинуватили у смерті темношкірого цивільного громадянина. Відповідно до закону Міннесоти, ненавмисне вбивство третього ступеня визначається як спричинення смерті іншого без наміру вбити. Вбивство другого ступеня також не означає наміру вбити, але визначає, що зловмисник створив «необґрунтований ризик» серйозних ушкоджень або смерті.
31 травня на прохання губернатора Тіма Вальза справу взяв на себе генеральний прокурор штату Міннесота Кіт Еллісон. 3 червня Еллісон змінив звинувачення проти Шовіна, включивши умисне вбивство другого ступеня відповідно до доктрини тяжкого вбивства, стверджуючи, що Шовін убив Флойда під час вчинення нападу третього ступеня; Поради щодо винесення вироків у Міннесоті рекомендують 12,5 років позбавлення волі за засудженням за цим звинуваченням. Заставу для Шовіна встановили в розмірі $1,25 млн До арешту Шовіна його адвокат і прокурор безуспішно намагалися укласти угоду про визнання вини, щоб покрити як державне, так і федеральне звинувачення. Крім того, Еллісон також звинуватив трьох інших офіцерів у сприянні вбивству другого ступеня.

### Досудове розслідування
Шовіна звільнили під заставу 7 жовтня 2020 року після розміщення облігацій на $1 млн. 22 жовтня 2020 р. суддя округу Геннепін Пітер Кейгіл відхилив звинувачення у вбивстві третього ступеня, але також відхилив клопотання Шовіна про відмову від інших, більш серйозних звинувачень у вбивстві. 5 листопада 2020 року суддя Кейгіл постановив, що Шовіна та трьох інших обвинувачених судитимуть разом. Однак 13 січня 2021 року суддя Кейгіл змінив своє попереднє рішення, постановивши, що Шовіна судитимуть окремо від трьох інших офіцерів.

### Суд у справі про вбивство
Суд над Шовіном почався 8 березня 2021 року в урядовому центрі округу Геннепін. Вперше в Міннесоті суддя дозволив транслювати й записувати судовий процес. 20 квітня 2021 року присяжні у складі 12 осіб визнали Шовіна винним за трьома пунктами: ненавмисне вбивство другого ступеня; вбивство третього ступеня; та вбивство другого ступеня. Після суду за клопотанням обвинувачення суддя Кейгілл скасував заставу, і Шовіна знову взяли під варту.

### Повернення до в'язниці
Після скасування застави Шовіна взяли під варту в шерифському управлінні округу Геннепін, яке передало його до Департаменту виконання покарань у Міннесоті. Потім його перевели до державної в'язниці Оук-Гайт-Парк, де він перебував раніше, після арешту 2020 року.

## Інші юридичні питання

### Ухилення від сплати податків
22 липня 2020 року, після звинувачення у вбивстві, Шовіна та його тодішню дружину окремо звинуватили в ухилянні від сплати податків, зокрема, податку на доходи за період із 2014 року до 2019 р. Прокурори заявили, що подружжя применшило свій спільний дохід на 464 433 долари, зокрема, понад 95 тис. дол., зароблених Шовіном у ресторані El Nuevo Rodeo, де він підробляв майже щовихідних. У претензіях також ішлося про несплату належного податку з продажу на автомобіль BMW вартістю 100 тис. доларів, який було придбано 2018 року в Міннесоті, а зареєстровано на адресу у Флориді; про декларування доходу від бізнесу дружини Шовіна та невідповідне зменшення податку за продаж орендованого будинку.

## Особисте життя
Колишня дружина Шовіна — Келлі, агент з нерухомості та фотограф — біженка-хмонг з Лаосу, брала участь у конкурсі краси «Місіс Міннесота» 2018 року. Вона подала на розлучення за день до того, як Дерека заарештували за вбивство, а розлучення затвердили в лютому 2021 р.

## Поранення у в’язниці
24 листопада 2023 року Дерек Шовін отримав ножове поранення від співкамерника, та був госпіталізований в лікарню..